# Wire to Wire
Wire to Wire is een nummer van de Britse alternatieve rockband Razorlight uit 2008. Het is de eerste single van hun derde studioalbum Slipway Fires.
Frontman en schrijver Johnny Borrell was zo enthousiast over de regel "She lives on Disillusion Raw", dat hij van plan was om deze op zijn lijf te laten tatoeëren. "Wire to Wire" werd een grote hit in het Verenigd Koninkrijk, waar het de 5e positie behaalde. In Nederland was het nummer iets minder succesvol met een 3e positie in de Tipparade; toch geniet het er tot op de dag van vandaag nog wel bekendheid. Succesvoller was het nummer in de Vlaamse Ultratop 50, waar het de 13e positie wist te behalen.